# Baulusandur
Baulusandur är ett berg i republiken Island. Det ligger i regionen Västlandet, 80 km norr om huvudstaden Reykjavík. 
Trakten runt Baulusandur är nära nog obefolkad, med mindre än två invånare per kvadratkilometer. Det finns inga samhällen i närheten. Trakten runt Baulusandur består i huvudsak av gräsmarker.